# Grob velikanov
Grob velikanov (italijansko tomba dei giganti; sardsko tumba de zigantes ali gigantis) je ime, ki so ga domačini in arheologi dali vrsti sardinskega megalitskega galerijskega groba, ki ga je v bronasti dobi zgradila nuraška civilizacija. Bile so skupne grobnice in jih je mogoče najti po vsej Sardiniji, tam so jih odkrili 800.
Kamnita grobnica leži nad grobnicami, nekateri primeri pa imajo vhod v obliki skodelice, podoben dvornim grobnicam na Irskem.

## Tipi
Obstajata dva splošna tipa velikanovih grobnic. Pri tako imenovanem 'tipu plošč' so neobrezane plošče na koncu zakopane v zemljo in razporejene ena poleg druge. Običajno je osrednja stela, ki je največja plošča (do 4 m visoka) in ima izrezana vrata.
V bolj primitivnih velikanovih grobnicah v obliki plošče je osrednja plošča nespremenjena, razen vhoda, ki je prerezan skoznjo na dnu, ali pa obstaja groba dolmenu podobna razporeditev treh neobrezanih skal, ki tvorijo vhod (Osono, Sortali, Lolghi, Pescaredda). V naprednejših velikanovih grobnicah v obliki plošče je osrednja plošča spremenjena tako, da je na vrhu zaobljena in ima preprosto obliko, vrezano v sprednjo površino (Dorgali, Goronna, Santu Bainzu, Coddu Vecchiu).
Grobnice imajo značilen pravokoten tloris z apsido. Pogrebna komora je običajno dolga od 5 do 15 metrov in visoka od 1 do 2 metra. Strukture so bile prvotno prekrite z nasipom, ki spominja na obliko prevrnjene ladje. Blizu vhoda je običajno obelisk (betile v sardinščini), ki simbolizira bogove ali prednike, ki so bdeli nad mrtvimi.
Tako imenovane grobnice block type so narejene iz pravokotnih blokov (Bidistili, Madau II, Seleni II, Iloi, Mura Cuata).
Obstajajo tudi zgradbe, podobne velikanovim grobnicam blokovskega tipa na otoku Malta, v Združenem kraljestvu in na Menorki (naveta).

### Razvoj
Različico velikanovih grobnic je mogoče najti na severu Sardinije, zlasti v Logudoru, katerega mehke miocenske apnenčaste formacije so vodile ljudi kulture Ozieri, da so ustvarili Domus de Janas. Tu so bile grobnice velikanov s portalnimi stelami in majhnimi eksedrami izklesane iz skale Mesu 'e Montes; celo nakazana je oblika komore, ki spominja na ladijski trup. Na Campu Luntanu, oddaljenem polju; v Florinasu je monolitna grobnica, v celoti izklesana iz čudnega balvana - manjka le eksedra. Podobno kot pri grobnicah velikanov imajo te Domus de Janas običajno le eno podolgovato pravokotno komoro, ki je občasno razporejena po fasadi, ker tako olajša uporabo prostorov (Sos Furrighesos).

### Galerije
Večinoma ozke galerije, ki so pogosto dostopne le skozi majhen prehod na spodnjem koncu portalne stele, so lahko dolge tudi do 24 m. Pri oblikovanju galerije obstajajo različne variante. Nekatere, tako kot poznejši protonuragi, imajo vodoravno stropno ploščo (S'Ena 'e Thomes), druge imajo nepravi obok (Is Concias, Muraguada in Madau). V stropih galerij je tudi kombinacija horizontalne plošče in oboka (San Cosimo, provinca Cagliari).
V takšni galeriji so našli do 136 okostij. Kulturno kontinuiteto med velikimi kamnitimi dvoranami in arhitekturo na prostem tvorijo Baityloi in njihove lokacije. Stojijo nad nekaterimi skalnimi nagrobnimi portali, pa tudi na (takrat z zobnimi frizi) ali ob grobovih velikanov (Is Concias, Tamuli).

## Galerija
- Velikanov grob S'Arena, Urzulei
- Velikanov grob Pascaredda, Calangianus
- Velikanov grob Is Conciasa, Quartucciu
- Velikanov grob Li Lolghija, Arzachena
- Velikanov grob Madau, Fonni
- Velikanov grob Barrancu Mannuja, Santadi
- Velikanov grob Lu Brandalija, Santa Teresa Gallura
- Iloi
- Iloi 2
- Velikanov grob San Cosima, Gonnosfanadiga